# ミラリード
株式会社ミラリードは、かつて存在した自動車用品の製造販売を行っていた会社。

## 概要
1979年創業。MIRAREEDの商標を用いた自動車用品、アフターパーツをカー用品チェーン店やホームセンター通じて販売していた。2010年代に入り、若年層の自動車離れが進むなか国内カー用品の市場規模も縮小すると、新たにバイオマスプラスチック製造事業へ進出したほか、高齢者を意識したブレーキとアクセルの踏み間違え事故防止装置「ペダルの見張り番」を開発し、オートバックスを通じて販売するなど新規事業の開拓を進めたが、2018年後半に資金繰りが急速に悪化。2019年1月18日に債務整理を弁護士に一任。2019年3月15日に関連会社であるミラリードホールディングスと共に東京地方裁判所から破産手続開始決定を受けた。負債総額は約27億5000万円。
ミラリードは2022年2月14日に法人格が消滅した。